# Neomochtherus kaszabi
Neomochtherus kaszabi är en tvåvingeart som beskrevs av Pavel Lehr 1975. Neomochtherus kaszabi ingår i släktet Neomochtherus och familjen rovflugor. Inga underarter finns listade i Catalogue of Life.